# Алонсо Пиментель-и-Пачеко, 2-й герцог Бенавенте
Алонсо Пиментель-и-Пачеко (исп. Alonso Pimentel y Pacheco; XV век — 1530, Бенавенте, Самора) — испанский аристократ и государственный деятель, 2-й герцог Бенавенте, 4-й граф де Майорга, сеньор де Альярис, Мильманда и Арройо-де-ла-Лус, главный аделантадо Леона и командор Кастроторафе в Ордене Сантьяго.

## Биография
Второй сын Родриго Алонсо Пиментеля, 4-го графа и 1-го герцога Бенавенте (ок. 1441—1499), и его жены Марии Пачеко, дочери, Хуана Пачеко, 1-го маркиза Вильена, 1-го герцога Эскалоны и 1-го графа Хикена. Во время Войны за кастильское наследство он поддержал сторону Изабеллы Католической, за что был взят в плен королем Португалии. После смерти своего отца в 1499 году он унаследовал титулы и владения графа-герцога Бенавенте.
В 1502 году он принял герцога Бургундии Филиппа Красивого в своей крепости, а четыре года спустя, после подписания Вильяфафильских соглашений (1506), принимал его и его жену Хуану Безумную в Бенавенте. Он был против возвращения Фердинанда Католика и, с другой стороны, поддерживал приход на престол Карлоса I, которого сопровождал в поездках в Сарагосу (1518 г.) и Барселону (1519 г.), но не прежде чем принять его во дворце, которым он владел в Вальядолиде. Этот дворец начали строить между концом 1515 и началом 1516 года «на улице, что говорят де ла Пуэнте», но встретил ожесточенное сопротивление четырнадцати представителей городских банд. Граф-герцог защищался, заявляя, что дворец не был «крепким домом», и, наконец, король и муниципалитет уполномочили его продолжать работы, хотя обер-прокурор Франсиско де Сальдарла обвинил его в подкупе для достижения этого решения.
9 августа 1518 года королевский совет запретил графу-герцогу Бенавенте проводить постную ярмарку в Вильялоне, поскольку это противоречило приказу Изабеллы Католички 1502 года и наносило ущерб королевской казне. В качестве компенсации главному налоговому нотариусу, оцененному в 16 000 дукатов, и денежной сумме в 8 000 дукатов. Алонсо сохранил пребенд и, тем не менее, сумел восстановить честность.
В 1519 году монарх Испании наградил его цепью Ордена Золотого руна, но граф-герцог Бенавенте отказался его принять.
В эти годы он был назначен главным аделантадо королевства Леон и командором Кастроторафе в Ордене Сантьяго. В 1520 году он был награжден титулом гранда Испании и участвовал в судах Сантьяго и Ла-Корунья, где до начала первой сессии вместе с другими магнатами региона протестовал против того, что Галисия не была представлена в их.
Во время восстания комунерос в Кастилии граф-герцог Бенавенте оставался верным монарху Карлосу I, хотя всегда находился в положении двойной игры, что обычно приписывается большей части высшей знати. 8 сентября 1520 года по его просьбе португальский посол провел встречу с группой поверенных из Священной коллегии, высшего повстанческого органа. Примерно в те же дни он отправился на виллу в своем вотчине Кастромочо и жестоко подавил попытку антифеодального мятежа, возникшую в пылу общественного восстания.
Он оказался в битве при Тордесильясе, хотя ранее занимал невоенную позицию, основанную на том, чтобы не ускорять события, а вместо этого беспокоить комунерос небольшими военными рейдами. В конце января 1521 года он предложил вернуться в бой, лишь бы государство возместило ему ущерб, причиненный его землям. Спустя 12 месяцев, 30 сентября, и после поражения комунерос в битве при Вильяларе, он начал судебное расследование для определения их стоимости.
В Бенавенте он провел важное расширение поместья-крепости, выделив строительство Торре-дель-Каракол, единственной оставшейся части здания, которая сохранилась до наших дней. Рядом с ним была построена еще одна небольшая резиденция, названная «Сад», где жили различные экзотические животные, принадлежавшие графу-герцогу: от верблюдов до львов, леопардов и слонов.
В 1517 году он вместе со своей женой основал Госпиталь де ла Пьедад. Оба спонсировали реконструкцию церкви Санта-Мария-дель-Азогу и работы по расширению монастыря Сан-Франциско, резиденции капитулов провинции Сантьяго с 1529 года, а также главной часовни его церкви, где он был установлен семейный пантеон.
Алонсо Пиментель-и-Пачеко скончался в 1530 году, и ему наследовал в герцогстве Бенавенте его второй сын Антонио Алонсо Пиментель-и-Эррера де Веласко.

## Брак и потомство
Граф-герцог Бенавенте был дважды женат. Около 1501 года он женился первым браком на Ане де Веласко-и-Эррера (1496—1519), дочери Бернардино Фернандеса де Веласко, 1-го герцога Фриаса, благодаря чему он смог включить Торремормохон, Сигалес и Арройо-де-ла-Лус в состав своих владений. У супругов были следующие дети:
- Родриго Пиментель и Эррера де Веласко, 5-й граф де Майорга
- Антонио Бернардино Пиментел-и-Эррера де Веласко, 3-й герцог Бенавенте (1514—1575), второй сын и преемник отца
- Бланка Пиментель-и-Веласко, вышедшая замуж за Хуана Фернандеса Манрике де Лара, 3-го маркиза Агилар-де-Кампоо (1490—1553)
- Мария Пиментель-и-Веласко, вышла замуж за Педро Альвареса де Осорио, 4-го маркиза Асторги (+ 1560).
- Каталина Пиментель-и-Веласко, вышедшая замуж за Клаудио де Киньонес-и-Мендоса, 4-го графа де Луна (1515—1563).
- Педро Пиментель-и-Веласко, 1-й маркиз Виана-дель-Больо (1517—1583), женившийся на Марии Манрике де Лара-и-Кордова, дочери Педро Фернандеса Манрике-и-Луна, 4-го графа Осорно
- Хуан Алонсо Пиментель, камер-юнкер Филиппа II.

Во втором браке он женился на Инес Энрикес де Мендоса, дочери Педро Гонсалеса де Мендоса-и-Луна, 1-го графа Монтеагудо де Мендоса (+ 1506/1510). У супругов была одна дочь:
- Мария Пиментель, вышедшая замуж за Алонсо де Асеведо-и-Суньига, 3-го графа Монтеррей (1496—1559).